# Dino Zamparelli

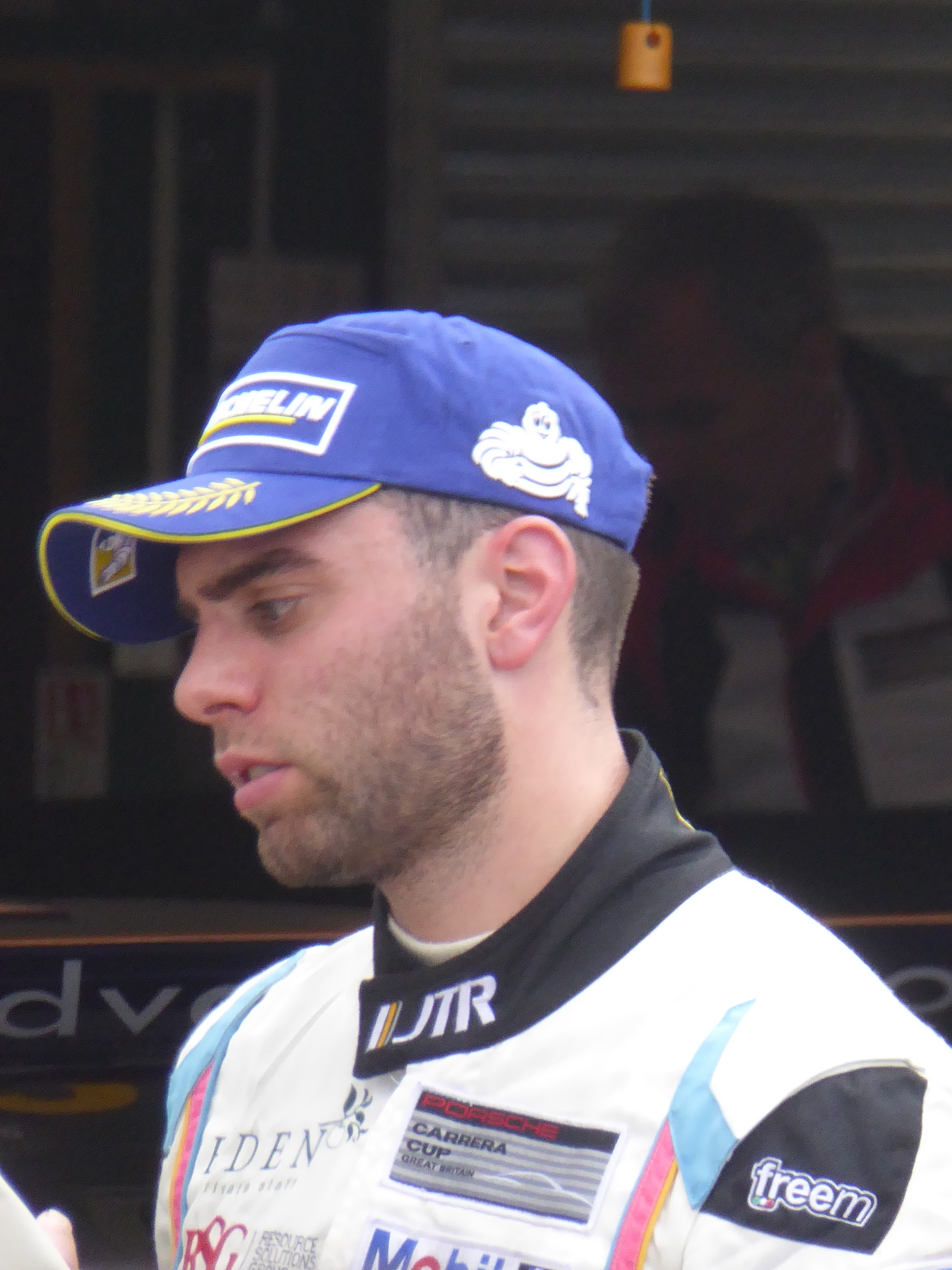
Dino Zamparelli, 2017

Dino Zamparelli (* 5. Oktober 1992 in Bristol, England) ist ein italienisch-britischer Automobilrennfahrer. Er startet mit britischer Lizenz. 2012 trat er in der Formel 2 an.

## Karriere
Zamparelli begann seine Motorsportkarriere im Alter von sieben Jahren 1999 im Kartsport und blieb bis 2007 in diesem aktiv. 2007 wechselte er in den GT-Sport und startete in der britischen Ginetta Junior. Er wurde 13. in der Fahrerwertung. 2008 blieb er in dieser Serie und gewann den Meistertitel mit zehn Siegen aus 24 Rennen. Darüber hinaus debütierte Zamparelli im Formelsport und trat in der Winterserie der portugiesischen Formel Renault an.
2009 wechselte Zamparelli vollständig in den Formelsport und trat für Reon Motorsport in der BARC Formel Renault an. Er gewann drei Rennen und wurde Dritter in der Meisterschaft. Anschließend nahm er an der Winterserie der britischen Formel Renault teil und erreichte den sechsten Rang. Die Saison 2010 wurde durch Budget-Probleme überschattet. So startete er nur zu je zwei Rennen der italienischen Formel-3-Meisterschaft und der BARC Formel Renault. 2011 kehrte Zamparelli mit Antel Motorsport vollständig in den Motorsport zurück und bestritt die komplette Saison der BARC Formel Renault. Er gewann vier von zwölf Rennen und stand insgesamt acht Mal auf dem Podium. Mit 295 zu 286 Punkten setzte er sich gegen Josh Webster durch und wurde Meister.
2012 erhielt Zamparelli ein Cockpit in der FIA-Formel-2-Meisterschaft. Er stand bei zwei Rennen als Dritter auf dem Podium und schloss die Saison auf dem achten Platz ab. 2013 wechselte Zamparelli zu Marussia Manor Motorsport in die GP3-Serie. Während sein Teamkollege Tio Ellinas die Saison auf dem vierten Gesamtrang beendete, wurde Zamparelli mit zwei siebten Plätzen als beste Resultate 18. in der Meisterschaft. 2014 absolvierte Zamparelli seine zweite GP3-Saison für ART Grand Prix. Zamparelli erzielte sechs Podest-Platzierungen. Ein Sieg blieb ihm jedoch verwehrt. Als zweitbester Fahrer seines Rennstalls verbesserte er sich auf den siebten Gesamtrang.

## Persönliches
Sein Vater Mike Zamparelli war von 1986 bis 1996 im Motorbootrennsport aktiv.

## Statistik

### Karrierestationen
| - 1999–2007: Kartsport - 2007: Britische Ginetta Junior (Platz 13) - 2007: Britische Ginetta Junior, Winterserie - 2008: Britische Ginetta Junior (Meister) - 2008: Portugiesische Formel Renault, Winterserie (Platz 25) | - 2009: BARC Formel Renault (Platz 3) - 2009: Britische Formel Renault, Winterserie (Platz 6) - 2010: Italienische Formel 3 (Platz 41) - 2010: BARC Formel Renault (Platz 18) - 2011: BARC Formel Renault (Meister) | - 2012: Formel 2 (Platz 8) - 2013: GP3-Serie (Platz 18) - 2014: GP3-Serie (Platz 7) |

### Einzelergebnisse in der GP3-Serie
| Jahr | Team                  | 1   | 2   | 3   | 4   | 5   | 6   | 7   | 8   | 9   | 10  | 11  | 12  | 13  | 14  | 15  | 16  | 17  | 18  | Punkte | Rang |
| ---- | --------------------- | --- | --- | --- | --- | --- | --- | --- | --- | --- | --- | --- | --- | --- | --- | --- | --- | --- | --- | ------ | ---- |
| 2013 | Marussia Manor Racing | ESP | ESP | ESP | ESP | GBR | GBR | GER | GER | HUN | HUN | BEL | BEL | ITA | ITA | UAE | UAE |     |     | 13     | 18.  |
| 2013 | Marussia Manor Racing | DNF | 15  | 9   | 10  | 10  | DNF | 9   | 7   | 12  | 21  | 10  | 7   | DNF | EX  | 9   | 8   |     |     | 13     | 18.  |
| 2014 | ART Grand Prix        | ESP | ESP | AUT | AUT | GBR | GBR | GER | GER | HUN | HUN | BEL | BEL | ITA | ITA | RUS | RUS | UAE | UAE | 126    | 7.   |
| 2014 | ART Grand Prix        | 6   | 3   | 15  | 8   | 8   | 7   | 6   | 2   | 8   | 2   | 2   | 7   | 2   | 9   | 18  | 13  | 3   | 4   | 126    | 7.   |